# Myzostoma calycotyle
Myzostoma calycotyle is een ringworm uit de familie Myzostomatidae.
Myzostoma calycotyle werd in 1884 voor het eerst wetenschappelijk beschreven door Graff.